# Laïla Marrakchi
Pour les articles homonymes, voir Marrakchi.
Laïla Marrakchi, née à Casablanca le 10 décembre 1975 est une réalisatrice franco-marocaine.

## Biographie

### Famille
Née en 1975 à Casablanca, Laïla Marrakchi est l'épouse du cinéaste Alexandre Aja (La colline a des yeux, Mirrors..) né en 1978, fils du cinéaste Alexandre Arcady et de la critique de cinéma Marie-Jo Jouan.

### Carrière
Elle étudie au lycée Lyautey, lycée français de Casablanca.
Elle est titulaire d’un DEA en études cinématographiques et audiovisuelles de l'Université Paris III.
Elle assiste la mise en scène de divers films et passe à la réalisation de son premier court métrage en 2000 avec L’Horizon perdu. Deux documentaires plus loin, (Femmes en royaume chérifien et Derrière les portes du hammam en 2001), c'est un autre court métrage présenté au Festival international du film francophone à Namur en 2002 : Deux cents dirhams.
Son premier long métrage, Marock, est produit en 2004 et figure dans la section Un certain regard au Festival de Cannes en 2005. Elle y dépeint la jeunesse dorée de Casa aux mœurs occidentalisées mais confrontée aux préjugés de la société traditionnelle quand un premier amour rapproche une jeune musulmane d'un jeune juif.
En 2013, elle revient avec le film Rock the Casbah.
En 2017, son reportage sur l’amour et le mariage et diffusé par la chaîne 2M crée une petite polémique.
En décembre 2018, elle annonce qu'elle va réaliser un long métrage basé sur le livre à succès Ma sœur vit sur la cheminée d’Annabel Pitcher

## Filmographie

### Cinéma

#### Longs métrages
- 2005 : Marock
- 2013 : Rock the Casbah[7]

#### Courts métrages
- 2000 : L’Horizon perdu
- 2002 : Deux cents dirhams
- 2003 : Momo mambo

### Documentaires
- 2001 : Femmes en royaume chérifien
- 2001 : Derrière les portes du hammam

### Télévision
- 2015 : Le Bureau des légendes (série télévisée), saison 1, épisodes 8 et 9
- 2016 : Le Bureau des légendes (série télévisée), saison 2, épisodes 7 et 8
- 2018 : Le Bureau des légendes (série télévisée), saison 4, épisode 6
- 2020 : The Eddy (série télévisée), saison 1, épisodes 5 et 6
- 2021 : L'Opéra (série télévisée)
- 2025 : Carême (série télévisée), épisodes 5, 6, 7 et 8